# Chilworth (Hampshire)
Chilworth – wieś w Anglii, w hrabstwie Hampshire, w dystrykcie Test Valley. Leży 12 km na południe od miasta Winchester i 109 km na południowy zachód od Londynu.